# تريفور جاكوب
تريفور جاكوب (بالإنجليزية: Trevor Jacob)‏ هو متزلج على الثلوج أمريكي، ولد في 6 أغسطس 1993 في West Hills, Los Angeles ‏ في الولايات المتحدة.

## وصلات خارجية
- تريفور جاكوب على موقع الاتحاد الدولي للتزلج (ركوب لوح الثلج) (الإنجليزية)
- تريفور جاكوب على موقع اللجنة الأولمبية الدولية (الإنجليزية)
- تريفور جاكوب على موقع أوليمبيديا (الإنجليزية)
- تريفور جاكوب على موقع اللجنة الأولمبية والبارالمبية الأمريكية (الإنجليزية)
- تريفور جاكوب على موقع ألعاب إكس (مؤرشف) (الإنجليزية)